# Bytom
Bytom é uma cidade da Polônia, na voivodia da Silésia. Estende-se por uma área de 69,44 km², com 166 795 habitantes, segundo os censos de 2018, com uma densidade de 2402 hab/km².

## Habitantes famosos
- Grzegorz Gerwazy Gorczycki (1665?-1734), compositor
- Edward Szymkowiak (1932-1990), futebolista
- Jan Liberda (n. 1936), futebolista
- Jan Banaś (n. 1943), futebolista
- Walter Winkler (n. 1943), futebolista
- Zygmunt Anczok (n. 1946), futebolista
- Leszek Engelking (n. 1955), poeta, escritor e tradutor
- Roman Szewczyk (n. 1965), futebolista
- Paul Freier (n. 1979), futebolista alemão